# Liste des ports d'Égypte
L'Égypte étant bordée au nord par la mer Méditerranée et au sud-est par la mer Rouge, de nombreux ports jalonnent les côtes.

## Ports de l'Égypte antique
La navigation en mer était régulièrement pratiquée à l'époque pharaonique. Les Égyptiens, habitués aux longs périples fluviaux sur le Nil, ne reculaient pas devant l'aventure en mer. Leurs itinéraires les poussaient vers les ports méditerranéens de la Phénicie, dont Byblos, et ceux de la mer Rouge, notamment vers le Pays de Pount.
| Ports dans l'antiquité        |                          | Coordonnées géographiques Latitude - Longitude |
| ----------------------------- | ------------------------ | ---------------------------------------------- |
| Alexandrie                    | Mer Méditerranée         | 31° 10′ 00″ N, 29° 53′ 00″ E                   |
| Bérénice                      |                          |                                                |
| Myos Hormos (Quseir al-Qadim) | Mer Rouge                | 26° 09′ 00″ N, 34° 15′ 00″ E                   |
| Rachid (Rosette)              | Mer Méditerranée         | 31° 24′ 00″ N, 30° 25′ 00″ E                   |
| Saïs                          | Branche canopique du Nil | 30° 58′ 00″ N, 30° 46′ 00″ E                   |
| Tamiat (Damiette)             | Mer Méditerranée         | 31° 25′ 10″ N, 31° 48′ 54″ E                   |

## Ports modernes
| Ports modernes         | Situation           | Type de port                             | Coordonnées géographiques Latitude - Longitude |
| ---------------------- | ------------------- | ---------------------------------------- | ---------------------------------------------- |
| Aboukir                | Mer Méditerranée    |                                          | 31° 19′ 19″ N, 30° 03′ 39″ E                   |
| Abu Zenima             | Golfe de Suez-Est   |                                          | 29° 02′ 59″ N, 33° 06′ 13″ E                   |
| Adabiya                | Golfe de Suez-Ouest |                                          |                                                |
| Ain Sukna              | Golfe de Suez-Ouest |                                          | 29° 35′ 16″ N, 32° 20′ 00″ E                   |
| Alexandrie             | Mer Méditerranée    | Port généraliste                         | 31° 10′ 00″ N, 29° 53′ 00″ E                   |
| Charm el-Cheikh        | Golfe d'Aqaba       |                                          | 27° 51′ 49″ N, 34° 17′ 17″ E                   |
| Damiette               | Mer Méditerranée    | Hub                                      | 31° 25′ 10″ N, 31° 48′ 54″ E                   |
| El-Dekheila            | Mer Méditerranée    |                                          | 31° 08′ 01″ N, 29° 49′ 13″ E                   |
| Nuweiba                | Golfe d'Aqaba       |                                          | 28° 58′ 03″ N, 34° 38′ 59″ E                   |
| Port Safaga            | Mer Rouge           |                                          | 26° 44′ 00″ N, 33° 56′ 00″ E                   |
| Port-Saïd (Port Fouad) | Mer Méditerranée    | Hub                                      | 31° 15′ 08″ N, 32° 19′ 34″ E                   |
| Ras Budran             | Golfe de Suez-Est   |                                          | 28° 54′ 13″ N, 33° 11′ 15″ E                   |
| Ras Gharib             | Golfe de Suez-Ouest |                                          | 28° 21′ 34″ N, 33° 04′ 40″ E                   |
| Ras Shukheir           | Golfe de Suez-Ouest |                                          | 28° 08′ 20″ N, 33° 16′ 33″ E                   |
| Ras Sudr               | Golfe de Suez-Est   |                                          | 29° 35′ 05″ N, 32° 42′ 48″ E                   |
| Sidi Kerir             | Mer Méditerranée    | Port d'hydrocarbure (Débouché d'oléoduc) |                                                |
| Suez (Port Ibrahim)    | Golfe de Suez-Nord  |                                          | 29° 56′ 00″ N, 32° 34′ 00″ E                   |
| Wadi Ferian            | Golfe de Suez-Est   |                                          | 28° 45′ 00″ N, 33° 12′ 00″ E                   |
| Zeit Bay               | Golfe de Suez-Ouest |                                          | 27° 49′ 00″ N, 33° 35′ 00″ E                   |